# Monarque d'Everett
Symposiachrus everetti
Espèce
Statut de conservation UICN

 EN  : En danger
Le Monarque d'Everett (Symposiachrus everetti, synonyme : Monarcha everetti) est une espèce d'oiseaux de la famille des Monarchidae.
Son nom est attribué à l'administrateur et naturaliste britannique Alfred Hart Everett (1848-1898).

## Répartition
Il est endémique de l'île indonésienne de Tanah Jampea (en), la deuxième plus grande des îles Selayar.

## Habitat
Il habite les forêts subtropicales ou tropicales humides, en plaine, mangrove et fruticée.
Il est menacé par la disparition de son habitat.